# Татыр
Татыр — село в Аламудунском районе Чуйской области Кыргызстана. Входит в состав Арашанского аильного округа. Код СОАТЕ — 41708 203 809 02 0.

## Население
По данным переписи 2009 года, в селе проживало 129 человек.